# Victor Meyniel
Victor Meyniel (Rio de Janeiro, 3 de setembro de 1997) é um ator, humorista e ex-youtuber brasileiro. Ficou conhecido por interpretar o personagem Joseph Charles no filme Meus 15 Anos e a personagem Roberta na série Queens of Brazil.

## Carreira
Meyniel começou sua carreira na internet através do aplicativo Vine, que permitia aos usuários o compartilhamento de vídeos de até seis segundos. Victor, então, começou a ser reconhecido pelo seu humor, ganhou lugar no teatro, tornou-se voz do desenho animado Bob Esponja: Um herói fora D’água e lançou seu livro chamado Oito ou Oitenta, pela Editora Astral Cultural.
No cinema, participou de Internet: o Filme, e esteve no elenco de Meus 15 Anos, protagonizado por Larissa Manoela.
Em 2018, participou da série Queens of Brazil, do canal TBS Brasil, interpretando a personagem principal.
Seu último vídeo postado no YouTube foi em 2017, e desde então, é digital influencer no Instagram e ator.

## Vida pessoal
O ator sofreu de síndrome de pânico durante a adolescência.
Victor Meyniel sempre quis ser ator, resultado da vivência com os pais que trabalhavam no meio: seu pai era ator e sua mãe atuava como produtora artística. Hoje, o pai da aulas de inglês e a mãe está aposentada.

## Ataque homofóbico
Na madrugada de 02 de setembro de 2023, Victor Meyniel sofreu um violento ataque no condomínio onde reside, no Rio de Janeiro. As agressões foram perpetradas por Yuri de Moura Alexandre.
O ator havia conhecido o agressor em uma boate na zona sul do RJ. Depois que Yuri demonstrou uma postura amigável e se identificou falsamente como médico da aeronáutica, Victor foi junto com ele para o apartamento onde mora. Na portaria do prédio, Meyniel foi espancado pelo agressor com repetidos socos no rosto, enquanto o porteiro do condomínio assistiu à cena sem tomar medidas para impedir o ataque. As imagens do ataque foram divulgadas nas redes sociais.
Victor registrou uma queixa na 12ª DP e abriu boletim de ocorrência sobre o caso. O ator também passou por um exame de delito no Instituto Médico Legal (IML) e recebeu atendimento na UPA.
A Polícia Civil do Rio de Janeiro confirmou o ocorrido e, após analisar as imagens das câmeras de segurança do prédio, determinou que o agressor fosse conduzido à 12ª DP (Copacabana), onde foi autuado em flagrante por lesão corporal, injúria por preconceito e falsidade ideológica, devido à falsa identificação como médico. Nas mesmas filmagens, foi comprovado omissão de socorro pelo porteiro, apos o termino das agressões Ambos foram presos no flagrante delito

## Filmografia

### Televisão
| Ano  | Título           | Personagem    |
| ---- | ---------------- | ------------- |
| 2018 | Queens of Brazil | Roberta       |
| 2019 | Tá Pago          | Recepcionista |
| 2023 | Atua ou Surta    | Apresentador  |

### Cinema
| Ano  | Título                            | Personagem     | Notas    |
| ---- | --------------------------------- | -------------- | -------- |
| 2015 | Bob Esponja: Um Herói Fora D'Água | Kyle           | Dublagem |
| 2017 | Internet: o Filme                 | Gabriel        |          |
| 2017 | Meus 15 Anos                      | Joseph Charles |          |
| 2020 | Os Espetaculares                  | Maycon         |          |
| 2022 | Um Natal Cheio de Graça           | Tales          |          |
| 2023 | A Última Festa                    | Leo            |          |